# Wilhelm-Griesinger-Medaille
Die Wilhelm-Griesinger-Medaille erinnert an Wilhelm Griesinger (1817–1868), einen der „schwäbischen Reformatoren der Medizin“, der insgesamt 16 Jahre an der Eberhard-Karls-Universität in Tübingen lehrte sowie den ersten Lehrstuhl für Psychiatrie an der Berliner Charité von 1865 bis zu seinem Tode innehatte. Er gilt als einer der bedeutendsten Psychiatrie-Reformer. Eine nach ihm benannte Medaille wird von der Bezirksärztekammer Südwürttemberg vergeben, von der Berliner Gesellschaft für Psychiatrie und Neurologie (BGPN) sowie eine andere von der Deutschen Gesellschaft für Psychiatrie und Psychotherapie, Psychosomatik und Nervenheilkunde (DGPPN).

## Wilhelm-Griesinger-Medaille der Bezirksärztekammer Südwürttemberg
Die Bezirksärztekammer Südwürttemberg mit Sitz in Reutlingen verleiht seit 1995 zur Würdigung besonderer Verdienste um den ärztlichen Beruf und sein Ansehen in der Öffentlichkeit sowie zur Anerkennung besonderer Verdienste um das Gesundheitswesen in Südwürttemberg die Wilhelm-Griesinger-Medaille.
Sie hat zudem die Pflege der Grabstätte von Wilhelm Griesinger auf dem Alten St.-Matthäus-Kirchhof in Berlin übernommen. Seit 2018 teilt sich die DGPPN die Grabpatenschaft mit der Bezirksärztekammer Südwürttemberg.

### Preisträger der Bezirksärztekammer Südwürttemberg
- 1995: Renate Nolte, Rolf Schlagenhauf, Hermann Krackhardt
- 1996: Bertram Tschirdewahn, Thomas Schlunk, Wolfgang Vogt
- 1997: Jürgen C. Aschoff, Michael Hagner
- 1998: Edith Schieferstein, Norbert Kirchmann
- 1999: Dieter Emmert, Peter Hassenstein, Rolf Segiet
- 2000: Hans Ditschuneit, Leo Koslowski
- 2001: Frank-Dieter Braun, Werner Lipke, Heinrich Geisbe, Michael Häussler
- 2002: Winfried Meyer-Hentschel, Ulf Fritz
- 2003: Karl-Heinz Röderer, Gesine Verbeek-Seynsche
- 2004: Richard Haumann, Dietmar Hawran
- 2005: Wolfgang Brech, Werner Reerink
- 2006: Wilhelm Nestle, Eberhard Foth
- 2007: Bettina Boellaard, Wilfent Dalicho
- 2008: Hans-Peter Bischoff, Helga Nusser, Wolfram Waneck
- 2009: Regine Mayer-Steinacker, Siegmar Mende, Stefanie Rapp
- 2010: Bernd Kossmann, Peter Weyland
- 2011: Wolfgang Mangold, Hans Kamps
- 2012: Burkhard Dirks, Hermann Hörtling
- 2013: Michael Barczok, Hagen Renner
- 2014: Albrecht Foth, Helmut Schäfer
- 2015: Siegfried Kunz, Gudrun Kunz
- 2016: Susanne Ziegler, Hans Ulrich Ziegler
- 2017: Germar Büngener, Hans Otto Bürger
- 2018: Gisela Schneider, Gernot Lorenz
- 2019: Peter Bär, Gerhard Wolfgang Maier, Edgar Wuchter
- 2020: Michael Schulze, Eva-Maria Neeser
- 2021: Franz Maurer, Thilo Rebmann, Manfred Eissler
- 2023: Michael Bamberg, Norbert Fischer

## Wilhelm-Griesinger-Medaille der DGPPN
Die Wilhelm-Griesinger-Medaille der DGPPN ist eine Auszeichnung für die Lebensleistung von Psychiatern, die sich durch „großen persönlichen Einsatz und besondere Leistungen auf dem Gebiet der Psychiatrie, Psychotherapie und Psychosomatik verdient gemacht haben“. Es sollen damit „herausragende Leistungen in Theorie und Praxis in Prävention, Diagnostik, Forschung oder Versorgung psychischer Erkrankungen in Deutschland“ ausgezeichnet werden.
Die Wilhelm-Griesinger-Medaille wird seit 2013 regelmäßig verliehen. Mit der Auszeichnung nimmt der Vorstand der DGPPN eine Tradition unter neuer Widmung wieder auf, die mit Beschluss vom Juli 1986 mit dem Namen des Psychiaters Wilhelm Griesinger verknüpft ist – in den Jahren 1986, 1988 und 1989 waren bereits Medaillen verliehen worden.

### Preisträger der DGPPN
- 1986: Gerhard Schmidt
- 1988: Burkhard Krauß
- 1989: Lothar Kalinowsky
- 2013: Heinz Häfner
- 2014: Hanns Hippius
- 2015: Hanfried Helmchen
- 2016: Norman Sartorius
- 2018: Jules Angst
- 2019: Michael von Cranach
- 2020: Wolfgang Gaebel
- 2024: Mathias Berger

## Griesinger-Medaille der BGPN
Die BGPN verleiht jedes Jahr einen Preis an die einflussreichste Person aus den Bereichen Psychiatrie und Neurologie für ihr Lebenswerk. Selbstbewerbungen sind ausgeschlossen. Zuletzt haben 2018 der Freiburger Psychiater Mathias Berger sowie 2021 der Düsseldorfer Frank Schneider diese Auszeichnung erhalten.